# 535 Montague
Az 535 Montague egy a Naprendszer kisbolygói közül, amit Raymond Smith Dugan fedezett fel 1904. május 7-én.